# Renchen (Meteorit)
Koordinaten: 48° 35′ 18″ N, 8° 0′ 0″ O
Der Meteoritenfall von Renchen ereignete sich am 10. Juli 2018 um 23:29:48 Uhr in der Nähe von Renchen im Ortenaukreis in Baden-Württemberg. Der Meteorit, klassifiziert als L-Chondrit, brachte mehrere Fragmente hervor, die über ein berechnetes Streufeld verteilt wurden.

## Meteoritensuche
Die Suche nach den Fragmenten begann kurz nach dem Fall. Die ersten beiden Fragmente, Renchen-1 (11,9 g) und Renchen-2 (955 g), wurden Mitte und Ende Juli 2018 gefunden. Weitere Fragmente, darunter Renchen-3 (20,57 g) und Renchen-4 (4,8 g), wurden in den folgenden Monaten entdeckt. Die Suche umfasste sowohl organisierte Expeditionen als auch zufällige Funde durch engagierte Meteoritenjäger.

## Analyse
Die Analysen der Fragmente wurden am Max-Planck-Institut für Kernphysik und an der Westfälischen Wilhelms-Universität Münster durchgeführt. Die Ergebnisse bestätigten, dass es sich bei den Fragmenten um L-Chondriten (L5-6) handelt.